# Normschlund
Ein Normschlund oder Verschluckzylinder ist ein Kunststoffrohr in der Größe eines Kinderschlundes. Mit diesem werden Spielzeuge bzw. Kleinteile von Spielzeugen daraufhin getestet, ob sie von Kleinkindern verschluckt werden können und somit eine Gefahr für die Gesundheit des Kindes darstellen könnten.
Die Prüfung wird durch die Norm EN 71-1 Sicherheit von Spielzeug – Teil 1: Mechanische und physikalische Eigenschaften geregelt und zum Beispiel vom TÜV durchgeführt. Diese Norm ist auch als DIN-Norm veröffentlicht.